# 加拿大國防部
加拿大國防部（英語：Department of National Defence，常縮寫為DND）是加拿大政府掌管所有關於國防事務的部門。除了公職人員，國防部還統轄加拿大軍隊。
加拿大國防部是職員人數和預算上最大的聯邦部門：65,000名加拿大正規部隊、 26,000名後備軍人以及大約29,000名公職人員。另在2008-2009財政年度中，國防部預算為195億加元。
在2003年12月聯邦政府重組之前，國防部透過重大基礎設施及緊急準備辦公室（Office of Critical Infrastructure and Emergency Preparedness）負責加拿大的緊急準備與應變。國防部也掌管由公職人員與軍方人員所組成的加拿大通信安全局（Communications Security Establishment）。
國防大臣為最高首長，總部是位於渥太華的國防總部（National Defence Headquarters，NDHQ）。

## 歷史
1923年1月1日，《國防法》通過，海軍服務部（Department of Naval Services）與民兵及防衛部（Department of Militia and Defence）、空軍委員會（Air Board ）合併為國防部。國防部的成立是為了減少上述三個部門的支出，並加強國家安全政策的協調。加拿大皇家海軍、民兵和加拿大陸軍、加拿大空軍（後來的加拿大皇家空軍）納入國防部。
早期的軍隊整合並不成功，皇家海軍、陸軍和空軍保有各自的總部。二戰期間，空軍國防大臣（Minister of National Defence for Air）、海軍國防大臣（Minister of National Defence for Naval Services）和軍火及補給大臣（Minister of Munitions and Supply）分別在1940年5月及7月指派。1946年，國防部恢復單一大臣。
1964年，新增加拿大國防參謀長職位，取代各軍司令成為國家最高軍隊長官，1968年2月1日，三軍合併為加拿大武裝部隊。1972年10月，國防部進行輕率且具爭議的組織重組，將渥太華的公職及軍職部門合併為國防總部，職位皆由公職和軍官所擔任。

## 外部連結
- 加拿大國防部（页面存档备份，存于）
- YouTube上的加拿大國防部頻道